# Mike Spence
Pour les articles homonymes, voir Spence.
Mike Spence est un pilote automobile britannique né le 30 décembre 1936 à Croydon (Angleterre) et mort le 7 mai 1968 à Indianapolis (États-Unis) dans un accident survenu à l'occasion d'essais préparatoires pour les 500 Miles d'Indianapolis.

## Biographie

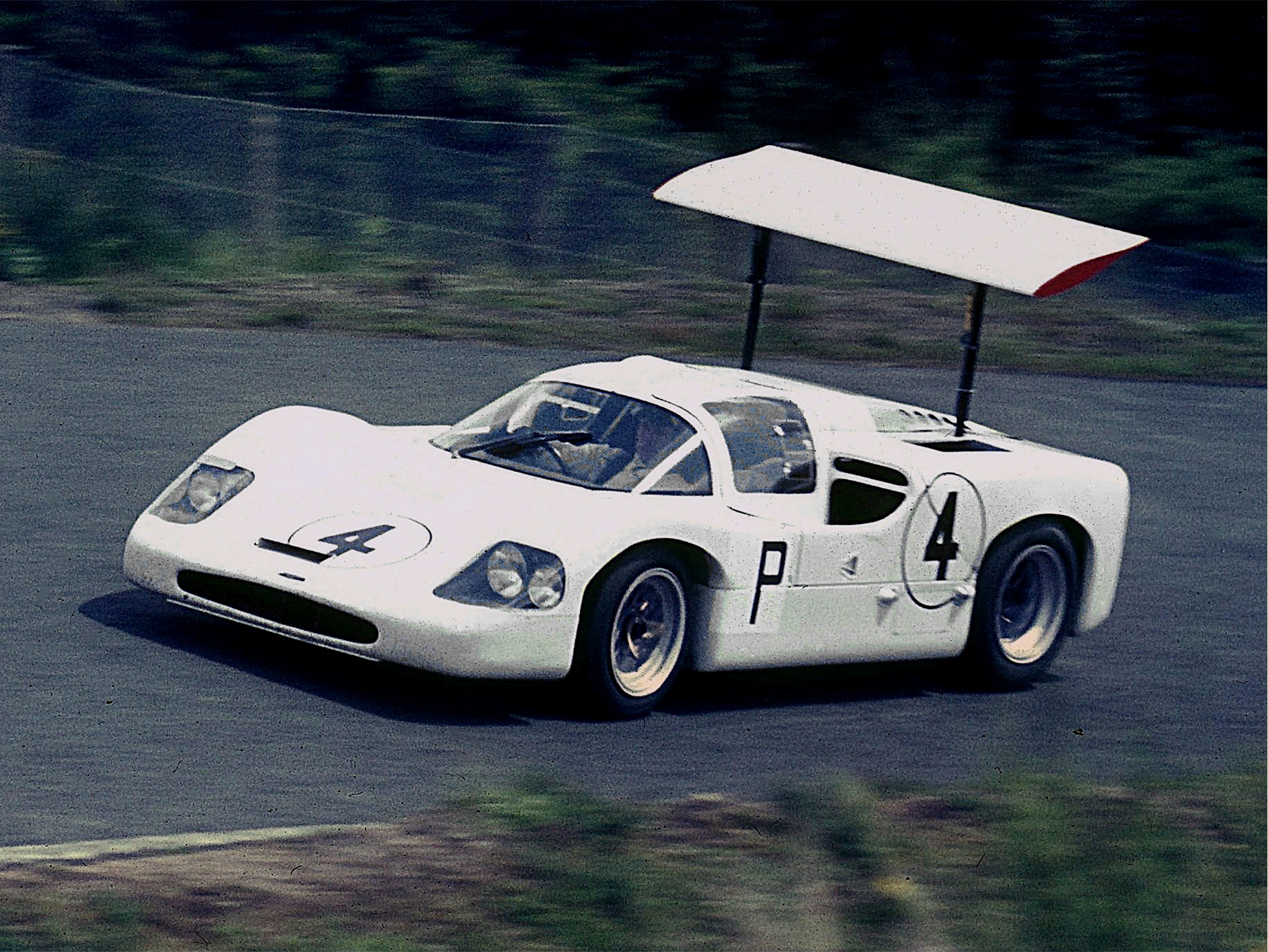
Mike Spence lors des 1 000 kilomètres du Nürburgring 1967 sur la Chaparral 2F.

Mike Spence commence la compétition en 1958 à l'âge de 22 ans. En 1960, il passe en Formule Junior (l'ancêtre de la Formule 3), où ses performances attirent l'œil de Rob Walker puis de Colin Chapman qui l'intègre en 1963 à l'écurie officielle Lotus de Formule Junior. Cette même année, il fait ses débuts en championnat du monde de Formule 1 lorsque Chapman lui demande de remplacer Trevor Taylor blessé, au GP d'Italie. 
Pour la saison 1964, Spence est engagé par Lotus en Formule 2. Mais un grave accident de Peter Arundell (le nouvel équipier de Jim Clark chez Lotus) lui permet d'être titularisé en Formule 1 à partir de la mi-saison. Ses résultats, corrects avec notamment une quatrième place au GP du Mexique, lui permettent d'être reconduit pour la saison 1965. Malgré une victoire hors-championnat à la Race of Champions à Brands Hatch, Spence peine à hisser son niveau de performance. Se faisant totalement éclipser par Clark qui devient champion du monde, il doit se contenter de la huitième place au classement général du championnat.
Son contrat non renouvelé par le Team Lotus, Spence trouve refuge en 1966 au sein du Reg Parnell Racing qui engage des Lotus privées. Logiquement, il n'y signe que de modestes résultats. En 1967, Spence retrouve un volant d'usine puisqu'il est choisi par BRM pour remplacer Graham Hill aux côtés de Jackie Stewart. Mais pas plus que son équipier il ne parvient à tirer quelque chose de la véritable usine à gaz que constitue son original moteur H16. Parallèlement, il court en Endurance pour Chaparral Cars et remporte, en équipage avec Phil Hill, les 6 heures de Brands Hatch (BOAC 500), dernière course du championnat du monde d'endurance, devant trois Ferrari officielles.
Toujours chez BRM en 1968, Spence est appelé par son ancien patron Colin Chapman pour disputer les 500 Miles d'Indianapolis au volant de la Lotus 56 à turbine, en remplacement de Jim Clark qui a trouvé la mort dans une épreuve de Formule 2 à Hockenheim. Mais le 7 mai, à l'occasion d'une séance d'essais sur l'Indianapolis Motor Speedway, il est à son tour victime d'un accident mortel.

## Résultats en championnat du monde de Formule 1
| Saison | Écurie                   | Châssis           | Moteur          | Pneus     | GP disputés | Points inscrits | Classement |
| ------ | ------------------------ | ----------------- | --------------- | --------- | ----------- | --------------- | ---------- |
| 1963   | Team Lotus               | Lotus 25          | Climax V8       | Dunlop    | 1           | 0               | Nc.        |
| 1964   | Team Lotus               | Lotus 25 Lotus 33 | Climax V8       | Dunlop    | 6           | 4               | 12e        |
| 1965   | Team Lotus               | Lotus 33          | Climax V8       | Dunlop    | 9           | 10              | 8e         |
| 1966   | Reg Parnell Racing       | Lotus 25          | BRM V8          | Firestone | 8           | 4               | 12e        |
| 1967   | Owen Racing Organisation | BRM P83           | BRM H16         | Goodyear  | 11          | 9               | 10e        |
| 1967   | Owen Racing Organisation | BRM P115 BRM P126 | BRM H16 BRM V12 | Goodyear  | 1           | 0               | Nc.        |

## Résultats aux 24 heures du Mans
| Année | Équipe             | Voiture      | Équipiers | Résultat |
| ----- | ------------------ | ------------ | --------- | -------- |
| 1967  | Chaparral Cars Inc | Chaparral 2F | Phil Hill | Abandon  |